# Figueiredo (Sertã)
Figueiredo ist ein Ort und eine ehemalige Gemeinde (Freguesia) im portugiesischen Kreis Sertã. Die Gemeinde hatte 205 Einwohner (Stand 30. Juni 2011).
Am 29. September 2013 wurden die Gemeinden Figueiredo und Ermida zur neuen Gemeinde União das Freguesias de Ermida e Figueiredo zusammengeschlossen.